# 靳雲鶚

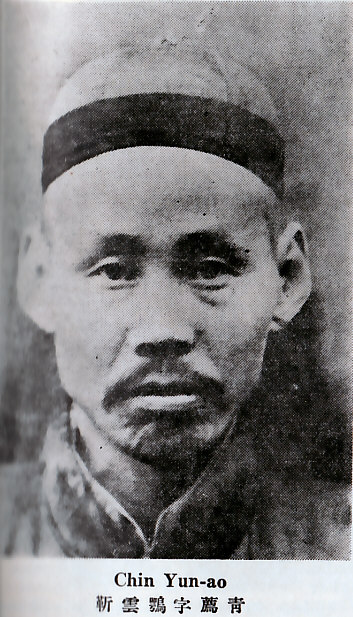

靳雲鶚（1881年—1935年10月23日）字荐卿、薦青，山東省济宁州人，清末民初军事将领，皖系四大金刚之一靳雲鵬的弟弟。

## 生平
靳雲鶚毕业于保定速成参謀学堂。此后他历任江北陸軍第13混成協参謀官、蘇州混成協参謀官、北洋第1軍参謀。中華民国成立後，他历任北洋第2路備補軍团長、陸軍第8混成旅团長。
護国战争後，他投皖系。1919年（民国8年），他升任第8混成旅旅長。1920年（民国9年）7月直皖战争皖系敗北，他转投直系，成为吴佩孚的手下。1923年（民国12年），他升任第14師師長，获将軍府授予“驍威将軍”。
1923年8月25日，河南新鄭鄉紳李銳，在自宅內鑿井挖掘出古銅器，該處被歷史學家稱為鄭公大墓，被駐紮鄭縣的陸軍第14師師長靳雲鶚知悉，當即派員依法追索，後以原價收購，總計共得89件青銅器及637塊碎銅片，全數於9月17日運至河南古物保存所（今河南博物館前身），交由館長何日章保管。靳雲鶚又下令於該地區重劃區域以進行挖掘，最終在曆時一個多月後陸續挖獲銅器十餘件及貝貨、玉器、陶器等隨葬物。爾後，在靳雲鶚、蔣鴻元的主持下，這批出土文物經專人逐件攝影、撰述解說，印製成《新鄭出土古器圖誌》一書，部分文物現存於台灣國立歷史博物館。
1924年（民国13年）9月他参加第二次直奉战争，直系敗北后他下野。
1925年（民国14年）冬，吴佩孚在漢口组织十四省討賊聯軍，靳雲鶚任聯軍副司令兼第1軍軍長。1926年（民国15年）春，他兼任孫传芳所率五省聯軍第1軍軍長。靳雲鶚接收了在山東省的原直军3個師，击破了驻開封的岳維峻所率国民軍第2軍。此后他被任命为河南省長。
1927年（民国16年），吴佩孚在同中国国民党领导的北伐軍作战中敗北，吴佩孚寻求靳云鶚帮助，反被靳云鶚收编了部队。吴佩孚走投无路，只能到天津租界当起了寓公。靳雲鶚任河南保衛軍总司令，率直系残軍一度自立。此后，他在同奉系作战中败北，乃投降武漢国民政府。此后，他被任命为国民革命軍第二集团軍第2方面軍总指揮。后来，他因为企图再度拥立吴佩孚，而被第二集团軍总司令馮玉祥包围并解除武装。
靳雲鶚依靠蒋介石逃离。此后他被南京国民政府任命为軍事参議院上将参議兼河南宣撫使。1930年（民国19年），他引退并转入实业界。
1935年（民国24年）10月23日，他在北平逝世。享年55岁。